# Rosemarie Köhnová
Rosemarie Köhnová (20. října 1939 Rathenow – 30. října 2022) byla v Německu narozená norská evangelicko-luteránská teoložka.
Studovala teologii na univerzitě v Oslu. V období 1993–2006 byla biskupkou z Hamaru Norské státní církve. Po Marii Jepsenové byla druhou ženskou luteránskou biskupkou na světě.

## Vyznamenání
- komtur Řádu svatého Olafa – Norsko, 2004 – udělil král Harald V.

## Dílo
- Hebraisk Grammatikk Oslo: Universitetsforlaget, 1971
- Presterollen 1989
- Håpstreet Oslo: Pax forlag, 2002
- Gode Gud? Oslo: Pax forlag, 2003